# Kommunalwahlen in Bayern 2014

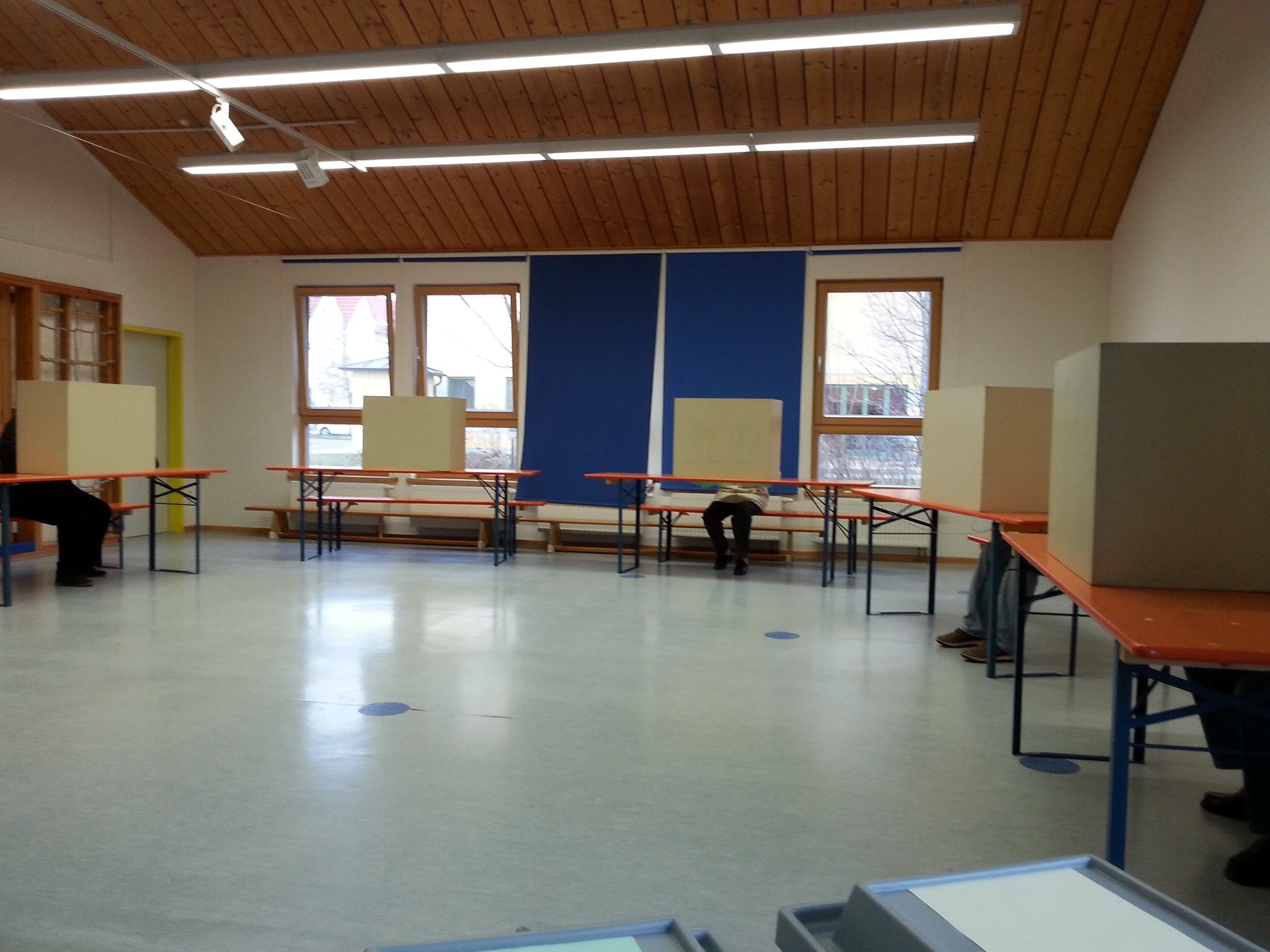
Wahllokal während der Stimmabgabe

Die allgemeinen Gemeinde- und Landkreiswahlen (Kommunalwahlen) in Bayern 2014 fanden am 16. März 2014 statt, notwendige Stichwahlen für Bürgermeister- und Landratswahlen wurden am 30. März 2014 durchgeführt, so zum Beispiel in Erlangen, München, Nürnberg, Regensburg und Würzburg. Der Termin wurde durch die Bayerische Staatsregierung festgesetzt. Insgesamt wurden in 25 kreisfreien Städten und 71 Landkreisen mit mehr als 2000 Gemeinden knapp 40.000 Mandatsträger neu bestimmt.

## Wahlentscheidungen
Gemäß der Verwaltungsgliederung Bayerns wird bei der Wahl die Zusammensetzung der Kommunalparlamente sowohl der unteren als auch der oberen kommunalen Ebene (also der Gemeinde-/Stadträte wie auch der Kreistage) bestimmt. In den 2031 kreisangehörigen Städten und Gemeinden mit rund 70 Prozent der bayerischen Stimmberechtigten geschieht dies durch getrennte Wahlvorgänge. In den 25 kreisfreien bayerischen Städten fallen beide Ebenen zusammen, hier werden deshalb nur die Stadträte gewählt. Insgesamt werden am Wahltag mehr als 32.000 Mandate in Stadt- oder Gemeinderäten und rund 4400 Kreistagsmandate vergeben.
Am 16. März bestimmten die Wähler in kreisangehörigen Gemeinden zudem den Bürgermeister bzw. Oberbürgermeister und den Landrat, in kreisfreien Städten den Oberbürgermeister. Hier fanden die Wahlen nicht in allen Kommunen und Kreisen statt, weil die Amtszeit von Bürgermeistern und Landräten nicht immer zeitgleich mit den allgemeinen Kommunalwahlen endet. So standen in sechs der 25 kreisfreien Städte (Aschaffenburg, Bamberg, Bayreuth, Hof (Saale), Landshut, Memmingen) die Oberbürgermeister an diesem Tag nicht zur Wahl, ebenso entfielen in 13 der 71 Landkreise die Landratswahlen und in 168 kreisangehörigen Gemeinden die Bürgermeisterwahlen.

## Neuerungen für die Kommunalwahl 2014
Im Februar 2012 wurden vom Bayerischen Landtag einige Änderungen am Gemeinde- und Landkreiswahlgesetz beschlossen, die zur Kommunalwahl 2014 erstmals galten:
- Wahlberechtigt war jeder EU-Bürger, der das 18. Lebensjahr vollendet hatte und seit mindestens zwei (vormals: drei) Monaten im Wahlkreis wohnte.
- Die Briefwahl wurde wesentlich erleichtert, indem auf die Angabe von Gründen verzichtet wurde. Zuvor musste, um per Briefwahl zu wählen, glaubhaft gemacht werden, dass man am Wahltag verhindert ist.
- Eine wichtige Änderung war der Wegfall des sogenannten „Schwerpunkts der Lebensbeziehungen“. Bisher war nur wählbar, wer im Wahlkreis seit mindestens sechs Monaten den Schwerpunkt der Lebenshaltung hatte. Diese Klausel wurde gelockert, wählbar war nun, wer mindestens drei Monate im Wahlkreis eine Wohnung hat, die nicht die Hauptwohnung sein muss, oder wer sich – ohne eine Wohnung zu haben – im Wahlkreis gewöhnlich aufhält. Wählbar als Gemeinde-, Stadt- und Kreisrat waren neben deutschen Staatsbürgern auch EU-Bürger, allerdings nicht als Bürgermeister und Landrat.
- Bewerber konnten bereits mit 18 Jahren als Landrat oder Bürgermeister kandidieren. Bisher lag die Altersgrenze bei 21.
- Die Sitzverteilung für die kommunalen Beschlussgremien (Stadt- bzw. Gemeinderat, Kreistag) erfolgte 2014 erstmals nach dem Proporzverfahren Hare/Niemeyer.[10] Zuvor galt das Höchstzahlenverfahren nach D’Hondt, das kleinere Parteien und Wählergruppen gegenüber größeren benachteiligte.
- Neu eingeführt wurde auch, dass eine gewählte Person das Amt ohne Angabe von Gründen ablehnen bzw. niederlegen kann. Die allgemeine Pflicht zur Übernahme von Ehrenämtern (Art. 19 der Bayer. Gemeindeordnung, Art. 13 der Bayer. Landkreisordnung) gilt für kommunale Wahl-Ehrenämter gemäß Art. 47 Abs. 1 Satz 3 des Gemeinde- und Landkreiswahlgesetzes nicht mehr.[11]

## Ergebnis

### Kreisfreie Städte und Kreistage
Die CSU verlor in den meisten Kreisen und kreisfreien Städten teilweise beträchtlich, konnte aber in München deutliche Gewinne von fast 5 Prozentpunkten erzielen. Landesweit büßte sie in der Summe 0,3 Prozentpunkte ein und landete erstmals seit Jahrzehnten unter 40 %. Die SPD verzeichnete Verluste von 1,9 % und erhielt 20,7 %, ihr schlechtestes Ergebnis seit Gründung des Freistaats Bayern. Die Freien Wähler waren 2008 statistisch noch zusammen mit den anderen Wählergruppen verzeichnet worden; zusammengerechnet erzielten diese und die Freien Wähler nahezu dasselbe Resultat wie 2008. Die Grünen legten landesweit um zwei Prozentpunkte zu und erreichten mit 10,2 % ihr bestes Ergebnis bei den bayerischen Kommunalwahlen; sie errangen erstmals zwei Landratsposten (Miesbach, Miltenberg). Andere Parteien traten nur punktuell an und lagen bei der Zusammenrechnung landesweit daher im Promillebereich. Dies betrifft die Bayernpartei (0,6 %), Die Linke (0,5 %), die Republikaner (0,4 %), die AfD (0,3 %) und die Piraten (0,2 %).

### Gewählte Oberbürgermeister und Landräte
Nach dem ersten Wahlgang haben bei 58 Landratswahlen 44 Kandidaten eine absolute Mehrheit errungen, während bei 19 Oberbürgermeisterwahlen 14 Kandidaten eine absolute Mehrheit erringen konnten. Nach den Stichwahlen in 14 Landkreisen und fünf kreisfreien Städten am 30. März sah das Endergebnis folgendermaßen aus:
| Wahlvorschlag                    | Oberbürgermeister | Landräte | Zusammen |
| -------------------------------- | ----------------- | -------- | -------- |
| CSU                              | 08                | 44       | 52       |
| CSU und andere                   | 02                | 01       | 03       |
| SPD                              | 08                | 02       | 10       |
| SPD und andere                   | –                 | 01       | 01       |
| Freie Wähler (Landesvereinigung) | –                 | 03       | 03       |
| GRÜNE                            | –                 | 01       | 01       |
| Sonst. gemeinsame Wahlvorschläge | 01                | 01       | 02       |
| Wählergruppen                    | –                 | 05       | 05       |
| Zusammen                         | 19                | 58       | 77       |

| Kreisfreie Stadt        | Oberbürgermeister(in) | Wahlvorschlag       | Bem. |
| ----------------------- | --------------------- | ------------------- | ---- |
| Amberg                  | Michael Cerny         | CSU                 |      |
| Ansbach                 | Carda Seidel          | BAP/ÖDP             |      |
| Augsburg                | Kurt Gribl            | CSU                 |      |
| Coburg                  | Norbert Tessmer       | SPD                 |      |
| Erding                  | Maximilian Gotz       | CSU                 |      |
| Erlangen                | Florian Janik         | SPD                 |      |
| Fürth                   | Thomas Jung           | SPD                 |      |
| Ingolstadt              | Christian Lösel       | CSU                 |      |
| Kaufbeuren              | Stefan Bosse          | CSU                 |      |
| Kempten (Allgäu)        | Thomas Kiechle        | CSU/Freie Wähler-ÜP |      |
| München                 | Dieter Reiter         | SPD                 |      |
| Nürnberg                | Ulrich Maly           | SPD                 |      |
| Passau                  | Jürgen Dupper         | SPD                 |      |
| Regensburg              | Joachim Wolbergs      | SPD                 |      |
| Rosenheim               | Gabriele Bauer        | CSU                 |      |
| Schwabach               | Matthias Thürauf      | CSU                 |      |
| Schweinfurt             | Sebastian Remelé      | CSU                 |      |
| Straubing               | Markus Pannermayr     | CSU                 |      |
| Weiden in der Oberpfalz | Kurt Seggewiß         | SPD                 |      |
| Würzburg                | Christian Schuchardt  | CSU, FDP und FW/WL  |      |

| Landkreis                           | Landrat/Landrätin      | Wahlvorschlag   | Bem |
| ----------------------------------- | ---------------------- | --------------- | --- |
| Aichach-Friedberg                   | Klaus Metzger          | CSU             | 1)  |
| Altötting                           | Erwin Schneider        | CSU             |     |
| Amberg-Sulzbach                     | Richard Reisinger      | CSU             |     |
| Aschaffenburg                       | Ulrich Reuter          | CSU             |     |
| Augsburg                            | Martin Sailer          | CSU             |     |
| Bad Kissingen                       | Thomas Bold            | CSU             |     |
| Bad Tölz-Wolfratshausen             | Josef Niedermaier      | FW              |     |
| Bamberg                             | Johann Kalb            | CSU             |     |
| Bayreuth                            | Hermann Hübner         | CSU             |     |
| Berchtesgadener Land                | Georg Grabner          | CSU             |     |
| Cham                                | Franz Löffler          | CSU             |     |
| Coburg                              | Michael C. Busch       | SPD             |     |
| Dachau                              | Stefan Löwl            | CSU             | 1)  |
| Deggendorf                          | Christian Bernreiter   | CSU/Junge Liste |     |
| Dingolfing-Landau                   | Heinrich Trapp         | SPD             |     |
| Donau-Ries                          | Stefan Rößle           | CSU             |     |
| Eichstätt                           | Anton Knapp            | CSU             |     |
| Erding                              | Martin Bayerstorfer    | CSU             |     |
| Erlangen-Höchstadt                  | Alexander Tritthart    | CSU             | 1)  |
| Forchheim                           | Hermann Ulm            | CSU             |     |
| Freising                            | Josef Hauner           | CSU             | 1)  |
| Freyung-Grafenau                    | Sebastian Gruber       | CSU             |     |
| Fürstenfeldbruck                    | Thomas Karmasin        | CSU             |     |
| Fürth                               | Matthias Dießl         | CSU             |     |
| Garmisch-Partenkirchen              | Anton Speer            | FW              | 1)  |
| Günzburg                            | Hubert Hafner          | CSU             |     |
| Haßberge                            | Wilhelm Schneider      | CSU             | 1)  |
| Hof                                 | Oliver Bär             | CSU             | 1)  |
| Kulmbach                            | Klaus Peter Söllner    | FW/CSU          |     |
| Landsberg am Lech                   | Thomas Eichinger       | CSU             | 1)  |
| Landshut                            | Peter Dreier           | FW              |     |
| Lindau (Bodensee)                   | Elmar Stegmann         | CSU             |     |
| Main-Spessart                       | Thomas Schiebel        | FW              |     |
| Miesbach                            | Wolfgang Rzehak        | GRÜNE           | 1)  |
| Miltenberg                          | Jens Marco Scherf      | GRÜNE/SPD/ödp   | 1)  |
| Mühldorf am Inn                     | Georg Huber            | CSU             |     |
| München                             | Christoph Göbel        | CSU             | 1)  |
| Neu-Ulm                             | Thorsten Freudenberger | CSU             |     |
| Neuburg-Schrobenhausen              | Roland Weigert         | FW              |     |
| Neumarkt in der Oberpfalz           | Willibald Gailler      | CSU             |     |
| Neustadt an der Aisch-Bad Windsheim | Helmut Weiß            | CSU             | 1)  |
| Neustadt an der Waldnaab            | Andreas Meier          | CSU             |     |
| Nürnberger Land                     | Armin Kroder           | FW              |     |
| Oberallgäu                          | Anton Klotz            | CSU             |     |
| Ostallgäu                           | Maria Rita Zinnecker   | CSU             | 1)  |
| Passau                              | Franz Meyer            | CSU/BU          |     |
| Regensburg                          | Tanja Schweiger        | FW              | 1)  |
| Rhön-Grabfeld                       | Thomas Habermann       | CSU             |     |
| Rosenheim                           | Wolfgang Berthaler     | CSU             | 1)  |
| Rottal-Inn                          | Michael Fahmüller      | CSU             |     |
| Schwandorf                          | Thomas Ebeling         | CSU             | 1)  |
| Starnberg                           | Karl Roth              | CSU             |     |
| Straubing-Bogen                     | Josef Laumer           | CSU             |     |
| Tirschenreuth                       | Wolfgang Lippert       | FW              |     |
| Traunstein                          | Siegfried Walch        | CSU             | 1)  |
| Weilheim-Schongau                   | Andrea Jochner-Weiß    | CSU             | 1)  |
| Wunsiedel im Fichtelgebirge         | Karl Döhler            | CSU             |     |
| Würzburg                            | Eberhard Nuß           | CSU             |     |

1) Stichwahl

## Unregelmäßigkeiten
Für den Kreistag Straubing-Bogen sowie die Gemeinderats- und die Bürgermeisterwahl in Geiselhöring wurde das Wahlergebnis durch die Regierung von Niederbayern aufgehoben. Hintergrund war, dass in Geiselhöring bei der Auszählung Unregelmäßigkeiten zu Tage traten: In einem Briefwahlbezirk wurden sechs Listenkandidaten der CSU nach vorne gewählt: Eine Spargelgroßbäuerin, vier Personen aus deren Umfeld und der Bürgermeisterkandidat Herbert Lichtinger. 465 von 482 der aus dem EU-Ausland stammenden Erntehelfer der Landwirtin hatten per Briefwahl an der Wahl teilgenommen. Nach monatelangen Ermittlungen von Bayerischem Landeskriminalamt, Polizei und Staatsanwaltschaft wegen des Verdachts der Wahl- und Urkundenfälschung sowie der Anstiftung zur falschen eidesstattlichen Versicherung gehen diese davon aus, dass über 350 der abgegebenen Stimmen ungültig sind. Lichtinger, der nach eigenem Bekunden an den Manipulationen selbst nicht beteiligt war, hatte die Bürgermeisterwahl mit nur 303 Stimmen Vorsprung gewonnen. Bei der Wiederholungswahl, die am 1. Februar 2015 stattfand, konnte Lichtinger sein Ergebnis deutlich verbessern und wurde mit 61,5 Prozent zum Bürgermeister gewählt.
Ebenfalls aufgehoben wurde das Ergebnis der Kreistagswahl im Landkreis Fürth: Dort hatten im Vorfeld der Wahl die Bürgermeister von Langenzenn und Großhabersdorf in ihren Gemeindeblättern für die Wahl von Kandidaten aus der jeweiligen Gemeinde aufgerufen. Nach Ansicht der Regierung von Mittelfranken verstieß dies gegen das für Bürgermeister in ihrer Funktion geltende Neutralitätsgebot.
In Grafenwöhr wurde das Ergebnis der Stadtratswahl vom Landratsamt wegen Wahlbetrugs für ungültig erklärt. Am 4. Oktober hob das Verwaltungsgericht Regensburg den Bescheid des Landratsamts wegen eines Formfehlers auf. Das Wahlergebnis wurde durch das verwaltungsgerichtliche Urteil bestätigt, somit behielten auch zwei Stadträte der Linken ihre Mandate, obwohl sie in zwischenzeitlich abgeschlossenen Strafverfahren rechtskräftig wegen Wahlfälschung verurteilt worden waren.
Die Stadtratswahl in Starnberg wurde aufgehoben, weil der Verbleib von 8 Stimmzetteln mit zusammen bis zu 240 Stimmen nicht aufgeklärt werden konnte und bereits 40 Stimmen für eine veränderte Sitzverteilung ausgereicht hätten. Eine Neuwahl fand am 19. April 2015 statt.